# ماريا بيكتوريا أتينثيا
ماريا بيكتوريا أتينثيا ( مالقة، 28 من نوفمبر عام 1931)، هي شاعرة إسبانية تنتمي إلى العمر أكثر من عملها إلى جيل الخمسين، الذي يدمج الكلاسيكية والحداثة. معجبة بريلكه، تعتبر سيدة البيت الإسكندري.

## السيرة الذاتية
ولدت ماريا بيكتوريا أتينثيا غارسيا في مالقة ، في 28 نوفمبر 1931، المدينة التي طورت فيها حياتها وعملها، وحيث كانت طالبة في كلية اسونسيون وبعد ذلك في كلية العائلة المقدسة. ترتبط بالشعراء الذين تجمعوا حول مجلة كاراكول (مجلة) وتم تأطيرهم في جيل الخمسينيات،مسارها الشعري (الذي توقف لمدة خمسة عشر عاما، بين عامي 1961 و1976) يميز ثلاث مراحل: الأولى حتى عام 1961، عاطفية وتعبيرية؛ تبدأ المرحلة الثانية في عام 1971 بعمل مارتا ماريا؛ والثالثة تفتح مع كوليكسيونيستا، وهو كتاب نشر في عام 1979 والذي يتجاوز فيه المحلي مواضيع مثل الرسم والموسيقى. في سن الرابعة والعشرين، تزوجت من رافائيل ليون بورتيلو (توفي في عام 2011)، مؤرخ رسمي لملقة، وشاعر، وطابعة رئيسية، ودكتور في القانون، وأكاديمي لست أكاديميات ملكية، وأخيرا مرشد ومحرر. أتينسيا، من جانبها، هي أكاديمية كاملة في الأكاديمية الملكية للفنون الجميلة في سان تيلمو، ملقة؛ والأكاديمي المراسل للأكاديميات الملكية في قادس وقرطبة وإشبيلية وسان فرناندو؛ ومستشار المركز الأندلسي للآداب في المجلس العسكري للأندلس، و"مؤسسة جيل 27" في مدريد، و"جيل المركز الثقافي ل 27" في ملقة، من "مؤسسة ماريا زامبرانو" (فيليز مالقة)؛ وهي أيضا "شريك فخري للجمعية الإسبانية الأمريكية" في نيويورك.

## التكريمات
جائزة أندلسيا للنقد (1998) جائزة النقد الوطنية (1998) جائزة لويس دي غونغورا للأدب الأندلسي (2000)، التي تمنحها حكومة أندلوسيا كل عامين. الجائزة الدولية السابعة للشعر فيديريكو غارسيا لوركا (2010)، والتي كانت حينها الأكبر من حيث القيمة المالية بين جوائز الشعر الناطقة بالإسبانية، بمبلغ 50,000 يورو. عند الإعلان عن قرار اللجنة، أشار عمدة غرناطة آنذاك، خوسيه توريس هورتادو، إلى المسيرة "غير القابلة للجدل" و"الشخصية" للغاية لهذه الكاتبة ذات المكانة العالية داخل وخارج حدود إسبانيا. وهي المرأة الثانية التي تحصد هذه الجائزة بعد أن حصلت عليها البيروانية بلانكا فاريل في 2006. كانت مرشحة للكرسي "ن" في الأكاديمية الملكية الإسبانية (2012)، الشاغر بعد وفاة فالنتين غارسيا يبرا، إلى جانب كارم ريرا، وكانت الأخيرة هي المختارة لشغله. تم اقتراح أتينسيا من قبل سوليداد بويرتولاس، إينيس فرنانديز أوردونيز، ولويس ماريا أنسون. جائزة الأكاديمية الملكية الإسبانية للإبداع الأدبي (2012) عن كتابها "عتبة". النسخة الثالثة والعشرون من جائزة الملكة صوفيا للشعر الإيبروأمريكي (2014)، لتكون رابع امرأة تحقق ذلك والأولى الإسبانية. ابنة أندلوسيا المفضلة ميدالية ذهبية لمقاطعة مالقة في 2005. دكتورة فخرية من جامعة مالقة مؤلف العام (2014) الذي منحته له مركز أندلوسيا للأدب (حكومة أندلوسيا). من بين التقديرات الأخرى، تحمل اسمها: شارع، معهد تعليمي ثانوي، والمركز الثقافي الإقليمي في مسقط رأسها. قررت حكومة مقاطعة مالقة (8 مايو 2014) أن المركز الثقافي الإقليمي في مالقة سيُطلق عليه اسم المركز الثقافي الإقليمي ماريا فيكتوريا أتينسيا. جاء هذا الاعتراف بالكاتبة المالقة بعد فوز ماريا فيكتوريا أتينسيا بجائزة الملكة صوفيا للشعر الإيبروأمريكي.

## الأعمال المنشورة
"فن وجزء، (1961) وادي الإنجليز، (1961) مارثا وماريا، (1976) الأحلام، (1976) عالم م. ف.، (1978) الجامع، (1979) إكس ليبريس، (1984) البوصلة الثنائية، (1984) بولينا أو كتاب المياه، (1984) نوبات السيدة، (1986) من اللهب الذي يحترق، (1988) الجدار المجاور، (1989) الإشارة، (1990) الدخيلة، (1992) الجسر، (1992) التأملات، (1997)، جائزة أندلوسيا للنقد وجائزة النقد الوطنية 1998. الفتيات، (2000) الفراغ، (2003) عن الخسائر والوداع (2005) العَتَبة (2011)، جائزة الأكاديمية الملكية الإسبانية 2012."